# Giải quần vợt Mỹ Mở rộng 2021 - Đôi xe lăn quad
Dylan Alcott và Andy Lapthorne là đương kim vô địch, nhưng chọn thi đấu cùng với đồng đội khác. Alcott thi đấu cùng với Heath Davidson, nhưng thua trong trận chung kết trước Sam Schröder and Niels Vink, 3–6, 2–6. Lapthorne đánh cặp với David Wagner, nhưng thua ở vòng bán kết trước Schröder và Vink.

## Hạt giống
1. Dylan Alcott /  Heath Davidson (Chung kết)
2. Andy Lapthorne /  David Wagner (Bán kết)

## Kết quả

### Từ viết tắt
| - Q = Vòng loại - WC = Đặc cách - LL = Thua cuộc may mắn - Alt = Thay thế - SE = Miễn đặc biệt | - PR = Bảo toàn thứ hạng - w/o = Thắng nhờ đối thủ rút lui trước trận đấu - r = Bỏ cuộc giữa trận đấu - d = Bị xử thua - SR = Xếp hạng đặc biệt |

### Chung kết
|  | Bán kết | Bán kết                     | Bán kết | Bán kết                 | Bán kết |                             |   | Chung kết | Chung kết | Chung kết | Chung kết | Chung kết |  |
|  |         |                             |         |                         |         |                             |   |           |           |           |           |           |  |
|  | 1       | Dylan Alcott Heath Davidson | 6       | 6                       |         |                             |   |           |           |           |           |           |  |
|  | 1       | Dylan Alcott Heath Davidson | 6       | 6                       |         |                             |   |           |           |           |           |           |  |
|  |         | Bryan Barten Koji Sugeno    | 0       | 4                       |         |                             |   |           |           |           |           |           |  |
|  |         | Bryan Barten Koji Sugeno    | 0       | 4                       | 1       | Dylan Alcott Heath Davidson | 3 | 2         |           |           |           |           |  |
|  |         |                             |         |                         |         | Dylan Alcott Heath Davidson | 3 | 2         |           |           |           |           |  |
|  |         |                             |         | Sam Schröder Niels Vink | 6       | 6                           |   |           |           |           |           |           |  |
|  |         | Sam Schröder Niels Vink     | 7       | Sam Schröder Niels Vink | 6       | 6                           | 6 |           |           |           |           |           |  |
|  |         |                             |         |                         |         |                             |   |           |           |           |           |           |  |
|  | 2       | Andy Lapthorne David Wagner | 5       | 0                       |         |                             |   |           |           |           |           |           |  |